# Maurice FitzGerald (6e duc de Leinster)
Pour les articles homonymes, voir Maurice FitzGerald et FitzGerald.
Maurice FitzGerald, 6e duc de Leinster (1er mars 1887 - 4 février 1922), est le fils aîné du 5e duc de Leinster et de son épouse, Hermione Wilhelmina Duncombe, fille du 1er comte de Feversham. 

## Biographie
Né au château de Kilkea et ne s'est jamais marié, il accède au duché et aux titres qui lui sont associés à la mort de son père des suites de la fièvre typhoïde en 1893, à l'âge de 42 ans; sa mère est décédée de la tuberculose en 1895, à 30 ans. 
Le duc a trois frères et sœurs: 
- Une sœur (née en 1885 - décédée le 5 février 1886)
- Desmond FitzGerald (1888–1916)
- Edward FitzGerald (7e duc de Leinster) (1892–1976), dont le père biologique serait le 11e comte de Wemyss[2]

Pendant sa minorité, les grands domaines de sa famille dans le comté de Kildare sont vendus en novembre 1903 par ses fiduciaires à 506 fermiers via la Commission foncière. Certaines des terres avaient un titre datant de l'invasion normande de l'Irlande en 1171. Les 45000 acres se sont vendus 766000 £, une somme énorme à l'époque, mais cela devait couvrir les coûts, certaines hypothèques et 272000 £ qui étaient réservés aux fiducies familiales pour les plus jeunes enfants survivants du 4e duc. 

## Maladie mentale et décès
Le 6e duc aurait eu une santé délicate depuis son enfance et, la veille de ses 21 ans, en 1908, un journal observe qu'il est "peu connu à Londres", en raison de "la manière prudente avec laquelle il est obligé vivre". En fait, le jeune duc est, à l'époque, un patient à l'hôpital Craig House, un établissement psychiatrique, à Édimbourg, Écosse ; là, il vit dans sa propre villa, assistée par un majordome, de 1907 jusqu'à sa mort en 1922,,. 
De 1908 jusqu'à sa mort, John Donald Pollock est son médecin personnel et son confident. 